# پژشچ
پژشچ (به لهستانی:  Przysiecz) یک روستا در لهستان است که در گمینا پروشکوو واقع شده‌است. پژشچ ۵۶۳ نفر جمعیت دارد.